# Natura 2000-område nr. 84 Kallesmærsk Hede, Grærup Langsø, Fiilsø og Kærgård Klitplantage
 Natura 2000-område nr. 84 Kallesmærsk Hede, Grærup Langsø, Fiilsø og Kærgård Klitplantage  har samlet et areal på 11.636 hektar, hvoraf størstedelen, ca. 65 %, ejes af Staten. Det består af et EU-habitatområde (H73) og fuglebeskyttelsesområderne nr. F50 og F56. Endvidere blev et område omkring Filsø på 4.248 ha. i 1977 udpeget til Ramsarområde (R1) og en stor del af dette ligger i Natura 2000-området.

## Beskrivelse
Området domineres af typer af klitter, som klithede, klitlavninger og klitsøer i et klitbælte, på 10 km i længden og 6-10 km i bredden. Bag de yderste kystklitter findes de større klitheder, herunder Kallesmærsk Hede, Sølager Hede, Børsmose Hede og Filsø Hede.
I den sydlige del af området ligger Oksbøl Skyde- og Øvelsesterræn, og her findes en del tidligere landbrugsområder, næringsfattige søer og vådområder. Længst mod nord i beskyttelsesområdet ligger den tidligere afvandede, men nu genskabte Filsø, der nu er en lavvandet sø, omgivet af kær-, hede- og klitområder, og er Sydjyllands største sø.
Ud over Filsø ligger i området søerne Grovsø på 5,6 ha, Grærup Langsø på 33 ha, Holm Sø på 12 ha, Tanesø på 28 ha, Selager Sø på 6,4 ha og Søvigsund Sø på 22,9 ha.

## Udpegningsgrundlag for fuglebeskyttelseområderne
Fuglebeskyttelsesområde nr. 50
- hedehøg (Y)
- plettet rørvagtel (Y) ny (2016-21)
- tinksmed (Y)
- mosehornugle (Y) ny
- natravn (Y) ny
- hedelærke (Y)
- rødrygget tornskade (Y) ny

Fuglebeskyttelsesområde nr. 56
- rørdrum (Y)
- pibesvane (T)
- sangsvane (T)
- kortnæbbet gås (T)
- grågås (T)
- rørhøg (Y)
- hedehøg (Y)
- plettet rørvagtel (Y)
- trane (Y) ny
- pomeransfugl (T)
- tinksmed (Y)
- natravn (Y)

## Fredninger
Godt halvdelen af områdets natur er desuden omfattet af naturbeskyttelseslovens § 3, ligesom zonen langs kysten er under klitfredning og er omfattet af naturbeskyttelseslovens § 8.
Den nordlige del af området, nord og vest for Filsø er en del af naturfredningen Kærgård Klitplantage og Fiil Sø fra 1958
.

## Videre forløb
Natura 2000-planen blev vedtaget i 2011, hvorefter kommunalbestyrelserne
og Naturstyrelsen udarbejdede bindende handleplaner for
gennemførelsen af planen.  Planen videreføres og videreudvikles i senere planperioder. Natura 2000-området ligger i Varde Kommune, og naturplanen koordineres med vandplanerne for 1.10 Hovedvandopland Vadehavet, Vesterhavet samt 1.8 Ringkøbing Fjord.

## Eksterne kilder og henvisninger
1. ↑  Miljøstyrelsen Sydjylland (juni 2023). "Naturplan 2022-2027  Natura 2000-område nr. 84 Kallesmærsk Hede, Grærup Langsø, Fiilsø og Kærgård Klitplantage" (PDF). mst.dk. Miljøstyrelsen. Arkiveret (PDF) fra originalen 25. juni 2024. Hentet 25. juni 2024.
2. ↑  
Miljøstyrelsen Sydjylland (november 2021). "Revideret basisanalyse 2022-2027  Natura 2000-område nr. 84 Kallesmærsk Hede, Grærup Langsø, Fiilsø og Kærgård Klitplantage" (PDF). mst.dk. Miljøstyrelsen. Arkiveret (PDF) fra originalen 25. juni 2024. Hentet 21. juni 2024.
3. ↑  Varde Kommune og Miljøstyrelsen (2024). "Udkast til Natura 2000-handleplan - høring 1.3 - 26.4 -2024 for Natura 2000-område nr. 84 Kallesmærsk Hede, Grærup Langsø, Fiilsø og Kærgård Klitplantage" (PDF). mst.dk. Miljøstyrelsen. Arkiveret (PDF) fra originalen 25. juni 2024. Hentet 25. juni 2024.
4. ↑  Om fredningen på fredninger.dk
5. ↑  "Natura 2000-planlægning 2022-2027". mst.dk. Miljøstyrelsen. 2023. Arkiveret fra originalen 29. marts 2024. Hentet 11. maj 2024.
6. ↑  Vandplan 1.10 Vadehavet Arkiveret 1. august 2023 hos  Wayback Machine mst.dk 2014
7. ↑  Vandplan 1.8 Ringkøbing Fjord Arkiveret 1. august 2023 hos  Wayback Machine mst.dk 2014
8. ↑  Miljøministereiet (juni 2023). "Vandområdeplanerne 2021-2027" (PDF). mst.dk. Miljøministereiet. Arkiveret fra originalen (PDF) 28. juni 2024. Hentet 29. juni 2024.

- Kort over området  på miljoegis.mim.dk